# Pseudocoris
Pseudocoris là một chi cá biển thuộc họ Cá bàng chài. Các loài trong chi này có phạm vi phân bố tập trung ở khu vực Ấn Độ Dương - Thái Bình Dương.

## Từ nguyên
Tiền tố pseudo trong từ tiếng Latinh có nghĩa là "sai, khác", còn coris là tên gọi của một chi thuộc họ Cá bàng chài, nên từ định danh của chi Pseudocoris có thể được tạm dịch là "khác với chi Coris".
Những loài trong chi này được gọi chung là torpedo wrasse (bàng chài ngư lôi), hàm ý đề cập đến tốc độ mà chúng có thể bơi. Pseudocoris thường bơi nhanh ra xa nếu thợ lặn bơi gần để tiếp cận chúng.

## Hình thái và tập tính
Pseudocoris là một nhánh tiến hóa của chi Coris để thích nghi với việc ăn động vật phù du trong cột nước, còn Coris là những loài kiếm ăn trên động vật có vỏ cứng ở tầng đáy. Coris có những chiếc răng nanh cứng chắc ở hàm trước và răng hàm lớn ở vùng hầu họng. Ngược lại, Pseudocoris có răng nanh hàm trước khá nhỏ, răng nanh ở phía sau hàm trên và răng hàm ở vùng hầu họng đều tiêu biến.
Miệng của Pseudocoris nhỏ hơn và mõm cũng ngắn hơn Coris, vì vậy mắt của chúng có thể tập trung nhìn về các động vật phù du. Mắt nằm gần tâm đầu giúp Pseudocoris có thể phát hiện những kẻ săn mồi ở bên dưới và bên trên.

## Các loài
Có 9 loài được công nhận là hợp lệ trong chi này, bao gồm:
- Pseudocoris aequalis Randall & Walsh, 2008[5]
- Pseudocoris aurantiofasciata Fourmanoir, 1971
- Pseudocoris bleekeri (Hubrecht, 1876)
- Pseudocoris hemichrysos Randall, Connell & Victor, 2015[6]
- Pseudocoris heteroptera (Bleeker, 1857)
- Pseudocoris occidentalis Randall, Connell & Victor, 2015[7]
- Pseudocoris ocellata Chen & Shao, 1995[8]
- Pseudocoris petila Allen & Erdmann, 2012[9]
- Pseudocoris yamashiroi (Schmidt, 1931)

### Trích dẫn
- "Review of the labrid fshes of the Indo-Pacifc Genus Pseudocoris, with a description of two new species" (PDF). Journal of the Ocean Science Foundation. Quyển 16. 2015. tr. 1–55. {{Chú thích tạp chí}}: Đã bỏ qua tham số không rõ |authors= (trợ giúp)